# Кулик, Борис Федотович
Бори́с Федо́тович Кули́к (14 сентября 1924, Чаплинка, Одесская губерния — 17 октября 2013, Москва) — советский  государственный и хозяйственный деятель.

## Биография
Родился 14 сентября 1924 года в селе Чаплинка. Член КПСС с 1942 года.
Участник Великой Отечественной войны. С 1949 года на хозяйственной работе.
В 1949—1986 годах:
- ведущий инженер-конструктор,
- начальник конструкторского бюро,
- заместитель главного конструктора,
- главный инженер,
- заместитель директора,
- директор Южно-Уральского машиностроительного завода,
- начальник главка,
- заместитель министра тяжёлого и транспортного машиностроения СССР.

Избирался депутатом Верховного Совета СССР 6-го созыва.
Умер 17 октября 2013 года в Москве.

## Награды
За создание типового непрерывного заготовочного стана 850/700/500 и повышение производительности существующих заготовочных станов в составе коллектива был удостоен Ленинской премии в области техники 1961 года.